# La regina degli scacchi (film)
La regina degli scacchi è un film del 2002 diretto da Claudia Florio. Il film, ispirato a una storia vera (sono stati cambiati nomi e luoghi), è stato girato ad Ancona.
Il film presenta varie melodie di Rossini, di cui il padre adottivo di Maria Adele è esperto. In particolare è ricorrente l'Ouverture de La Cenerentola. Le antiche strade di Ancona, per fare da sfondo alla vicenda, appaiono misteriose e nebbiose, simili a quelle di una città del Nord Europa; le uniche aperture di cielo sereno accompagnano le immagini del porto, che evocano partenze e cambiamenti.

## Trama
Maria Adele è una ragazza diciassettenne con l'ossessione degli scacchi, per i quali nutre una passione nevrotica, dietro cui si celano le ombre di un passato drammatico. Orfana di madre, vive con il padre, professore di storia della musica. Un giorno scopre casualmente, grazie ad una lettera, di essere stata adottata. Aiutata da Emilio, un giornalista de Il Resto del Carlino, riuscirà a rintracciare la vera madre e a ricordare finalmente un episodio della sua primissima infanzia che le permetterà di condurre un'esistenza meno tormentata. Alla vicenda si intreccia l'indagine del sopracitato giornalista, indagine che porterà a svelare i crimini di pedofilia commessi dal maestro di scacchi di Maria Adele, il quale finirà suicida, mentre tra la ragazza ed Emilio nascerà l'amore.